# Profilo pedologico

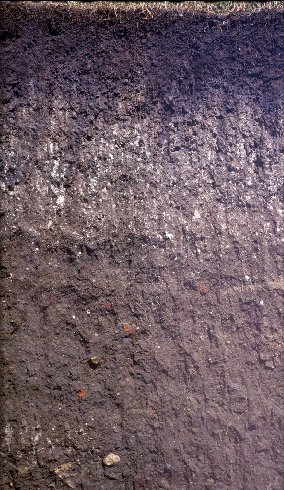
Un profilo pedologico (Mollisol).

Un profilo pedologico è uno scavo eseguito per mettere a giorno un suolo, per consentire di evidenziare tutti gli orizzonti di cui è costituito, ai fini della loro identificazione e quindi della descrizione del suolo.
Un profilo pedologico deve (o dovrebbe) consentire quindi di osservare da vicino ogni singolo orizzonte pedologico, dalla superficie fino al substrato di sedimento o roccia madre.

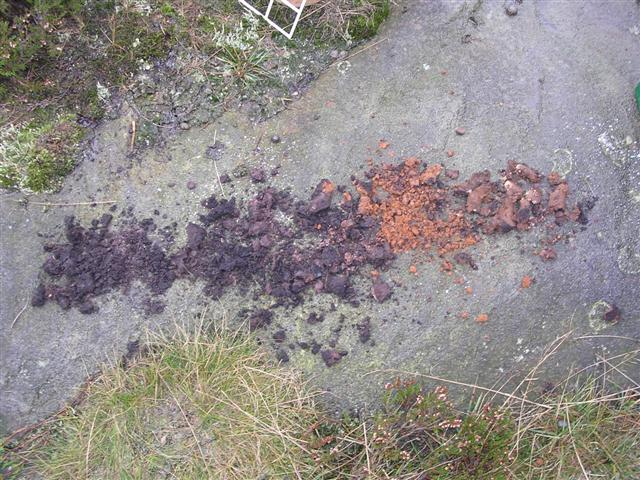
Una "ricostruzione" di un suolo tramite campioni.

Le modalità di scavo di un profilo pedologico sono diverse: si può andare da escavazioni eseguite con mezzi meccanici (ruspe), a semplici scavi con un badile; in condizioni particolarmente difficoltose si utilizzano delle particolari trivelle manuali, che consentono di estrarre una carota di terreno che viene poi "allungata" per ricostruire una sorta di profilo in orizzontale.